# Arachnomimus jacobsoni
Arachnomimus jacobsoni är en insektsart som beskrevs av Lucien Chopard 1924. Arachnomimus jacobsoni ingår i släktet Arachnomimus och familjen syrsor. Inga underarter finns listade i Catalogue of Life.